# Sozial-ökologische Forschung
Sozial-ökologische Forschung ist eine seit Ende der 1980er Jahre entstandene Forschungsrichtung und in Deutschland ein seit 1999 bestehender Förderschwerpunkt im Rahmenprogramm „Forschung für nachhaltige Entwicklungen“ (FONA) des Bundesministeriums für Bildung und Forschung (BMBF) im Bereich der Nachhaltigkeitsforschung.

## Grundlagen
Sozial-ökologische Forschung zielt darauf ab, Strategien zur Lösung gesellschaftlicher Nachhaltigkeitsprobleme zu entwickeln. In Deutschland wird die sozial-ökologische Forschung seit 1999 durch das Bundesministerium für Bildung und Forschung als Teil der Nachhaltigkeitswissenschaft im Rahmen des Programms „Forschung für nachhaltige Entwicklungen“ (FONA) gefördert. International befasst sich ein Teil der sozial-ökologischen Forschung mit sozial-ökologischen Systemen.
Ziel ist es, Wissen über die Struktur und Dynamik sozial-ökologischer Systeme (Systemwissen), Wissen über Methoden und Konzepte zu deren zielorientierter Veränderung (Transformationswissen) sowie ein Wissen über unerwünschte gesellschaftliche Zustände in der Gegenwart und eine erwünschte Zukunft (Orientierungswissen) zu gewinnen. Damit soll eine nachhaltige Orientierung der Gesellschaft bzw. ihr ökologischer Umbau wissenschaftlich unterstützt werden, ohne dabei die soziale Gerechtigkeit und die wirtschaftlichen Belange aus den Augen zu verlieren.
Dem sozial-ökologischen Ansatz liegt die Einschätzung zugrunde, dass sich vor allem durch die Folgen der Technik neue, komplexe Probleme ergeben haben, die weder von einer klassischen naturwissenschaftlichen Forschung noch von den Sozialwissenschaften allein lösbar seien. Der transdisziplinäre Ansatz setzt also natur- und sozialwissenschaftliche Erkenntnisse voraus und konzentriert sich auf die zwischen ihnen bestehenden Abhängigkeiten und Wechselwirkungen.
Sozial-ökologische Forschung wird unter dem Anspruch betrieben, transdisziplinäre Forschung zu sein. Sie legt dabei ein besonderes Augenmerk auf Erfahrungen von Praktikern und Akteuren außerhalb der Wissenschaft. Der Übergang zu Politikberatung und gesellschaftlicher Strategieentwicklung ist daher fließend. Es handelt sich um einen Forschungsansatz, der von konkreten gesellschaftlichen Problemen ausgeht und direkt deren Lösung anstrebt. Gesellschaftliche Akteure – z. B. Verbraucher, Kommunen, Unternehmen und NGOs – sollen daher in den Forschungsprozess mit einbezogen werden. Der Ansatz steht im Gegensatz zu „klassischer“ grundlagenwissenschaftlicher Forschung, die zumindest idealiter von eher abstrakten Erkenntnisinteressen geleitet ist. Die Problemlösung soll sich im Fall klassischer Grundlagenforschung indirekt aus der vertieften Einsicht in Gründe und Zusammenhänge ergeben.
Unter diesem Namen wurde sozial-ökologische Forschung im deutschsprachigen Raum vor allem durch außer-universitäre Institutionen vertreten. Soziale Basis waren die „ökologisch“ motivierten Bürgerbewegungen der 1970er und 1980er Jahre. Zu deren Unterstützung wurden Institute und Einrichtungen gegründet, die deren Anliegen mit wissenschaftlich-fachlichem Sachverstand stützen und befördern sollten. Mit den damaligen Akteuren verflochten (oder in direkter Kontinuität zu ihnen) sind wesentliche Träger der heutigen sozial-ökologischen Forschung in Deutschland. Beispiele wären das Ecolog-Institut für sozial-ökologische Forschung und Bildung (Hannover), das Institut für sozial-ökologische Forschung ISOE (Frankfurt), das Wuppertal Institut für Klima, Umwelt, Energie, oder das Öko-Institut für angewandte Ökologie (Freiburg).
Es gibt weltweit bedeutende sozial-ökologische Forschungseinrichtungen, etwa das Stockholm Resilience Centre an der Universität Stockholm. Einen Versuch, sozial-ökologische Forschung auch in Deutschland an Universitäten zu etablieren, stellte das von 1990 bis 1997 an der Humboldt-Universität zu Berlin angesiedelte, von Rudolf Bahro geleitete Institut für Sozialökologie dar. Auch in neuerer Zeit gibt es Bestrebungen, die sozial-ökologische Forschung stärker an die Universitäten zu binden.
Akteure und Träger der sozial-ökologischen Forschung kommen zu großen Teilen aus bereits traditionell eher querschnittorientierten sozialwissenschaftlichen Fächern, v. a. Umweltökonomie und empirischer Sozialforschung. Dies lässt sich dadurch erklären, dass der Fokus des Interesses auf der Gesellschaft und ihrer Transformation liegt, wobei technische und ökologische Ansätze und Zwecke berücksichtigt werden sollen, sie aber selten direkt den Handlungsansatz darstellen. Stärker naturwissenschaftlich orientiert ist vor allem der Bereich der Klimafolgenforschung. Berührungspunkte zur klassischen ökologischen Forschung bestehen nur wenige.